# A woman in love
A woman in love is een lied geschreven door Frank Loesser. Deze schreef het voor de film Guys and Dolls, gebaseerd op de gelijknamige musical die in 1950 op Broadway in première ging. Het lied dateert uit 1955. Het lied is een aantal artiesten opgenomen, waaronder:
- The Four Aces
- Marlon Brando en Jean Simmons
- Frankie Laine
- Ronnie Hilton stond met dit lied 1 week in de Britse hitparade (plaats 30)
- André van Duin.

## The Four Aces
The Four Aces met Al Alberts namen het op valk nadat het lied te zien was geweest. Zij namen het 18 oktober 1955 op en brachten het uit via Decca Records (catalogussnummer 9-29725 als 45-toeen plaat). Op de B-kant Of this I’m sure van Bennie Benjamin en Sol Marcus. Pack Pleis dirigeerde het begeleidend orkest. Van deze opname is ook een versie bekend die op 78 toeren afgespeeld moet worden (catalogusnummer 9-29725). The Four Aces stonden met A woman in love achttien weken in de Billboard Hot 100 met als hoogste notering de derde plaats. Het kende ook een bescheiden succes in het Verenigd Koninkrijk. Ze stonden drie weken in de UK Singles Chart met als hoogste plaats nummer 19, maar dan wel in 1956.

## Marlon Brando en Jean Simmons
In de film zongen Marlon Brando en Jean Simmons het. Deze versie bereikte ook de 45-toerenmarkt via Decca Records. Gezien de opeenvolging van catalogusnummers binnen Decca Records dus net iets later dan de versie van The Four Aces. Jack Clayton schreef het arrangement en gaf ook leiding aan het begeleidend orkest. De B-kant van de single was I’ll know uit dezelfde film en van dezelfde combinatie. Het is niet bekend of deze versie ergens de hitparade heeft gehaald.

## Frankie Laine
Frankie Laine bracht het eind augustus 1956 als single op de markt. Frankie Laines versie met begeleiding van het orkest van Percy Faith sloeg niet aan in de Verenigde Staten, maar des te meer in het Verenigd Koninkrijk. Het stond aldaar eenentwintig weken genoteerd in de UK Singles Chart waarvan vier weken op de eerste plaats en vier weken op de tweede. Het schijfje kwam die hitparade binnen op 13 september 1956 en sleepte de versie van The Four Aces nog even met zich mee de Britse hitparade in. Nederland en België hadden nog geen hitparades.
De B-kant was Walking the night away van Thomas Wayne en Sherman Edwards met het orkest van Paul Weston.

## André van Duin
André van Duin bracht zijn versie uit in 1978. Hij liet het arrangeren door Gerard Stellaard en nam het op onder leiding van muziekproducent Ad Kraamer. Erg serieus was het niet, want André van Duin voerde het met diverse stemmetjes en veel echo op. Voor de televisiepromotie werd er een sketch rondom Meneer en Mevrouw de Bok (Corry van Gorp) gebouwd, welke te zien was in een show van Willeke Alberti. Overigens zong Van Duin zijn eerste single Hé! Hé! (Ik heet André) ook al bij haar in 1965.

### Hitnoteringen
Nederlandse Top 40
| Positie: | 19 | 13 | 10 | 10 | 27 | 32 | uit |

Nederlandse Nationale Hitparade
| Positie: | 35 | 15 | 18 | 19 | 29 | 37 | 43 | uit |